# Fuziadă
Fuziada (din fr. fusillade însemnând tragere) este focul simultan și continuu al unui grup de arme de foc, la comandă. Provine din cuvântul francez fusil, însemnând armă și fusiller însemnând a trage.
În contextul tacticilor militare, termenul este folosit pentru a face referire la un tip de foc organizat și concentrat al unei unitati militare echipată cu arme de foc și inițiat prin comanda unui ofițer.

## Termeni înrudiți
- Salvă, indicând un foc singular si simultan al unui grup de arme de foc, urmat de un interval de reîncărcare. Comanda de a trage este emisă înainte de fiecare salvă pentru a menține organizarea.